# Condado de Frisia Oriental
El Condado de Frisia Oriental (en alemán: Grafschaft Ostfriesland) fue un condado (aunque gobernado por un príncipe a partir de 1662) en la región de Frisia Oriental, en el noroeste del actual estado federado alemán de Baja Sajonia.

## Condado
Originalmente Frisia Oriental era parte de un reino frisio más grande. Los frisios no tenían prácticamente ninguna mayor autoridad sobre ellos. Existía, no obstante, familias respetadas de jefes locales (Häuptling), que aspiraban a aumentar ese poder e influencia mayormente local. En el siglo XV la dinastía Cirksena consiguió establecer su autoridad en prácticamente toda Frisia Oriental. En 1464, Ulrico I de Frisia Oriental fue elevado al estatus de Conde por el emperador Federico III del Sacro Imperio Romano Germánico, y Frisia Oriental pasó a ser un condado.

### Origen del condado
En 1430, liderado por el jefe local Edzard Cirksena de Greetsiel, se formó una alianza de liberación contra el gobernante Focko Ukena. Junto a su hermano Ulrico, Edzard logró sacar a la facción de Ukena del poder. Después del matrimonio en 1455 de Ulrico Cirksena con Theda Ukena, una nieta de su enemigo, la mayoría de Frisia Oriental quedó unificada. Solo los señoríos de Jever y Friedeburg pudieron mantener su independencia. Sibet Attena, un sobrino y ayuda de Ulrico recibió los Señoríos de Esens, Stedesdorf y Wittmund, que conjuntamente formaban el Harlingerland. El Harlingerland sí permaneció sobre la máxima autoridad de la familia Cirksena. Sin embargo, debido a que Ocko I tom Brok había dado el territorio al conde de Holanda en 1381, el estatus de los gobernantes del Frisia Oriental no era claro. El gobernante de Frisia Oriental decidió mejorar su situación recurriendo directamente al emperador del Sacro Imperio. Como resultado, el emperador Federico III elevó a Ulrico en 1464 a conde Imperial. El emperador dio a Ulrico I el Condado Imperial en Norden, Emden, Emisgonien en Frisia Oriental.

### Consolidación del Condado
Después de la muerte de Ulrico I, su viuda Theda gobernó en nombre de sus hijos, quienes todavía eran menores. Theda logró soportar las amenazas del Duque Carlos el Temerario de Borgoña y el conde Gerd de Oldenburgo. En 1481 añadió el señorío de Fredeburg al condado. Bajo su hijo Edzard I, hubo disputas con los jefes del Harlingerland y del Jeverland y con el príncipe-obispo de Münster y la ciudad Hanseática de Hamburgo. Jeverland y Harlingerland permanecieron independientes, pero Butjadingen pasó a ser sujeta de la autoridad de Frisia Oriental.

### La lucha por las tierras frisias
Se creó una nueva situación con la elección de Jorge de Sajonia como estatúder imperial de Frisia por el emperador Maximiliano I. Esta elección fue el último intento de unificar toda Frisia bajo un solo gobernante. El Conde Edzard reconoció a Jorge como su señor feudal. Estallaron rebeliones, sin embargo, en Frisia y en el Groninger Ommelanden. En 1506 Edzard rompió con su lealtad con Jorge, formando en su lugar una alianza con Groningen. Edzard era ahora reconocido por el gobernador del Groninger Ommelanden. En 1512, fue introducida la primogenitura para preservar la unidad alcanzada. En 1515 los sucesores de Jorge de Sajonia renunciaron a sus derechos sobre Frisia en favor del Duque Carlos de Borgoña, más tarde emperador Carlos V. El conflicto terminó en 1517 en un tratado entre Edzard y Carlos, en el que Carlos reconocía las posesiones de Edzard como condado imperial.

### La Reforma
Después de 1519 la Reforma Protestante penetró en Frisia Oriental, inicialmente con una visión muy tolerante hacia del catolicismo. Después de que Edzard I fuera sucedido por su hijo Enno II en 1528, se inició la supresión del catolicismo. La mayoría de monasterios y abadías frionas orientales fueron secularizados. Aparte de esto surgió un gran abismo entre luteranos y calvinistas.

### Matrimonios políticos
En 1517 fue firmado un acuerdo en el que se planeó el matrimonio entre Enno II y María de Jever. Sin embargo, Enno II rompió el acuerdo y en su lugar contrajo matrimonio con Ana de Oldemburgo en 1529. En este matrimonio, Butjadingen fue entregado a Oldemburgo, y en retorno Oldemburgo renunciaba a sus reclamaciones sobre Jever. Como respuesta, María de Jever expulsó a los ocupantes friones orientales de Jever en 1531, y en 1532 reconoció al Duque de Borgoña, Carlos V como su señor feudal. El Harlingerland fue arrendado al Duque de Güeldres.

## Intervención neerlandesa
El poder del conde fue puesto bajo presión en el siglo XVI, parcialmente por causa de la Rebelión neerlandesa. La ciudad de Emden se convirtió en un popular destino para los calvinistas neerlandeses que huían de las persecuciones religiosas en los Países Bajos. El Conde Edzard II, sin embargo, era luterano. En 1595 la República Neerlandesa interfirió en la disputa entre la ciudad y el conde, con el Tratado de Delft, donde el conde luterano reconocía la influencia neerlandesa y también a la Iglesia Reformada (calvinista). Tropas neerlandesas fueron estacionadas en Emden y Leer.
En 1602, el conde Enno intentó expulsar a los neerlandeses con el apoyo del emperador y el rey de España, pero fue rechazado. En un nuevo tratado en 1603 fue obligado a aceptar la ocupación neerlandesa por un tiempo indeterminado. En la Guerra de los Treinta Años, tropas imperiales entraron en la ciudad en 1628. Aunque no chocaron con las tropas neerlandesas presentes en el condado, los Estados Generales de los Países Bajos dejaron de abastecer el valle del Eems.
La tropas neerlandesas tuvieron que retirarse en 1672, al inicio de la guerra franco-neerlandesa.

## Estatus después de 1744
El territorio cayó en manos de Prusia en 1744. Tras la Convención de Emden concluida el 14 de marzo de 1744 entre la ciudad de Emden y Federico II de Prusia, este último pudo marchar sin resistencia sobre Frisia Oriental, cuando el último conde Carlos Edzard murió el 25 de mayo sin hijos herederos.
En 1807 fue ocupado por Francia y añadido al Reino de Holanda como departamento de Frisia Oriental. Después de que Francia anexara directamente el reino de Holanda en 1810, el territorio pasó a formar parte del departamento francés de Ems-Oriental. En 1815, en el Congreso de Viena fue añadido al Reino de Hanóver anexionado por Prusia en 1866. En la actualidad es parte del estado alemán de Baja Sajonia.